# Pseudobarbus quathlambae
 Pseudobarbus quathlambae és una espècie de peix cipriniforme de la família dels ciprínids.

## Morfologia
Els mascles poden assolir els 13 cm de longitud total.

## Distribució geogràfica
Es troba a Lesotho.